# A Árvore Vermelha
A Árvore Vermelha (em holandês: Avond; De rode boom ) é uma pintura a óleo sobre tela realizada por pelo artista holandês Piet Mondrian entre 1908 e 1910. Do mesmo ano de Moinho ao Sol, este trabalho de Mondrian é um dos primeiros em que ele inclui as cores primárias: vermelho, azul e amarelo. Influenciado pelas pinturas de árvores de Van Gogh, A Árvore Vermelha representa um primeiro esforço de abstracção, no sentido em que tenta abstrair-se da realidade que rodeia a árvore, para a retratar só a ela, com cores não-naturais. O fundo de um azul profundo, ao estilo de Van Gogh, tem o objectivo de dar profundidade espacial à pintura, contrastando com o vermelho da árvore. Ressalta-se também que tal obra se encaixa na classificação pós-impressionista, já que apresenta resquícios de uma arte figurativa, já que é possível observar a presença de uma árovre, no entanto essa obra também apresenta um prelúdio da abstração que o autor desenvolverá posteriormente, já que o uso de cores primárias estará presente em suas criações neoplásticas, além disso tal criação apresenta distanciamento de um mimetismo fotográfico,fazendo com que essa obra seja vista como uma fase de amadurecimento de Mondrian. 